# تیم ملی فوتبال زیر ۲۰ سال عراق
تیم ملی فوتبال زیر ۲۰سال عراق نماینده عراق در مسابقات بین‌المللی است.